# 布里斯本廣場
布里斯本廣場（英語：Brisbane Square）是一棟位於澳大利亞昆士蘭州首府布里斯本中央商業區的多功能大廈。它樓高151公尺，內部分38樓；主要用途為辦公用地，較低的樓層分租予零售商為商家；地下共有350處停車格。重要的承租者為市政府和財團－Suncorp。
布里斯本廣場聳立於布里斯本都心的四大主街（威廉街、喬治街、女皇街、阿德雷得街）於市區西南接壤的地段，面向賭場和法院大樓。

## 設計
布里斯本廣場為荷兰银行所有，國際建築師Denton Corker Marshall為主要設計者。其土木及結構工程師為Qantec McWilliam工程顧問公司。此建築也是全澳大利亞最大型、獲得5星評價的綠建築。該建築最早曾計劃將最頂樓闢為住宅用地，但在審查時，由於考慮到或將帶來過度的噪音和不便而未允通過。The ESD part of the design process was undertaken by EMF Griffith。

## 工程
經過長久的施工本建築最後於2006年底落成啟用。這項建築案乃由「Baulderstone Hornibrook QLD」股份有限公司所負責完工。落實竣工目標的關鍵人為Chris MacDonald（專案經理）、Brian Weigal（工地經理）以及Phil Reed（專案工程師）。本建築所使用、用於鞏固樓層品質的鋼筋部份，由取得合約的Stanley and Jason Harper父子負責。

## 外部連結
- 布里斯本廣場網站（建築相關資訊）[永久]
- 建築師Denton Corker Marshall個人網站（布里斯本廣場正面影像）
- 世界建築新聞